# For God and Country
For God and Country is het debuutalbum van de Amerikaanse punkband Good Riddance. Het werd uitgegeven op 7 februari 1995 en was daarmee de eerste uitgave van de band via het label Fat Wreck Chords, dat toen net een paar jaar bestond.

## Nummers
1. "Flies First Class" - 2:39
2. "Better" - 2:22
3. "All Fall Down" - 2:00
4. "United Cigar" - 2:46
5. "Decoy" - 2:46
6. "Boys and Girls" - 3:00
7. "Mother Superior" - 3:05
8. "Twelve Year Circus" - 2:45
9. "Man of God" - 1:42
10. "Lisa" - 2:44
11. "Wrong Again" - 2:42
12. "October" - 2:10

## Band
- Russ Rankin - zang
- Luke Pabich - gitaar, achtergrondzang
- Chuck Platt - basgitaar, achtergrondzang
- Rich McDermott - drums